# 鼎和礦業
鼎和礦業控股有限公司，簡稱鼎和礦業（英語：Ding He Mining Holdings Limited，港交所除牌前：0705.HK），前身「南亞礦業有限公司」，在2007年於馬來西亞創立一家專門生產及銷售鎂類金屬公司。
其股份在2008年12月22日於香港交易所主板上市，總部位於3rd Floor, Wisma Ho Wah Genting, No. 35,Jalan Maharajalela, 50150 Kuala Lumpur, Malaysia，以及香港灣仔港灣道18號中環廣場51樓5103A室，主要廠房位於馬來西亞、印尼等地區。
2017年8月24日，該公司向建源投資收購肇慶聚光光伏電站有限公司及雲浮聚光光伏電站有限公司的全部股權。

## 連結
- dinghemining.com.hk （页面存档备份，存于）